# بروس هانغرفورد
بروس هانغرفورد (بالإنجليزية: Bruce Hungerford)‏ هو عازف بيانو أسترالي، ولد في 1922 في Korumburra ‏ في أستراليا، وتوفي في 1977 في نيويورك في الولايات المتحدة بسبب حادث مرور.

## وصلات خارجية
- بروس هانغرفورد على موقع ميوزك برينز (الإنجليزية)
- بروس هانغرفورد على موقع أول ميوزيك (الإنجليزية)
- بروس هانغرفورد على موقع ديسكوغز (الإنجليزية)